# Siabu (Salo)
Siabu is een bestuurslaag in het regentschap Kampar van de provincie Riau, Indonesië. Siabu telt 5728 inwoners (volkstelling 2010).